# 朱作勇
朱作勇（1942年8月—），男，安徽巢湖人，中华人民共和国政治人物，曾任甘肃省政协副主席。因受贿罪被判处有期徒刑12年。